# فنجان (سيمكان)
فنجان (بالفارسية: فنجان) هي قرية تقع في إيران في قسم سیمکان الريفي. يقدر عدد سكانها بـ 366 نسمة بحسب إحصاء 2016.